# Szymon Stanisław Makowski
Szymon Stanisław Makowski (ur. ok. 1612, zm. 1 stycznia 1683) – profesor teologii i rektor Akademii Krakowskiej, polski duchowny katolicki.
Po ukończeniu studiów w Akademii Krakowskiej od 1645 roku był proboszczem kolegiaty pw. Wszystkich Świętych, łącząc tę funkcję z obowiązkami kaznodziei katedralnego. W 1682 roku został kanonikiem krakowskim.
Występował przeciwko zakładaniu szkół jezuickich we Lwowie. Pochowany został w Kościele św. Anny w Krakowie.

## Publikacje
- Pars hyemalis concionum dominicalium a prima Adventus usque ad Pentecosten, Krak. 1648
- Pars aestiva concionum pro festivitatibus Christi, B. Virginis et Sanctorum, ib. 1665[2]
- Pars hyemalis concionum pro festis, ib. 1666
- Supplementum concionum pro festivitatibus, ib. 1676[3]
- Cursus philosophicus, Krak. 1679, 3 t.[4][5][6]
- Theologia christiana, ib. 1682[7]
- Explanatio decalogi, ib. 1682[8]
- Theologia speculativa

## W kulturze masowej
Na jego cześć powstały panegiryki: Góreckiego Idea eruditae probitatis et probae eruditionis (Krak. 1671), Brockiego Lux academiae corruscans (ib. 1681) i Dolor Palladis academicae maximus (ib. 1683), a także Warzyńskiego, Echo publici doloris (ib. 1683).